# Fitoplankton
Fitoplankton (biljni plankton) čine jednostanični i kolonijalni mikroorganizmi iz carstva Protoktista. Prema veličini se dijele na piko(fito)plankton (stanice 0.2 do 2 µm), nano(fito)plankton  (stanice 2 do 20 µm) i mikro(fito)plankton (stanice veće od 20 µm). Najbrojniji predstavnici krupnijeg fitoplanktona su alge kremenjašice, a sitnijeg zelene alge, zlatne alge, svjetleći bičaši i cijanobakterije. 
Uz pomoć fotosinteze od ugljičnog dioksida i hranjivih tvari gradi svoju tjelesnu supstancu (biomasu). Na taj način je fitoplankton osnovica prehrambene piramide u moru i u kopnenim stajaćim vodama i velikim rijekama. 
Fitoplanktonom se hrani zooplankton i mnoge životinje koje žive na dnu slatkih voda i u moru. Planktoni su oko sebe razvili neobične mrežaste strukture kako bi mogli filtrirati najsitnije prehrambene čestice. Najdirektniji hranidbeni lanac predstavlja fitoplankton → kril → kit.
Procjenjuje se, da fitoplankton stvara 70-80% kisika u atmosferi.